# 佩雷拉巴雷图
佩雷拉巴雷图是巴西圣保罗州的一个市镇。总面积979.96平方公里，总人口24220人，人口密度24.7人/平方公里。